# Walter Odede
Walter Odede (ur. 11 listopada 1974) – kenijski piłkarz grający na pozycji pomocnika.

## Kariera klubowa
Karierę piłkarską Odede rozpoczął w klubie Mathare United ze stolicy kraju, Nairobi. W jego barwach zadebiutował w 1994 roku w kenijskiej Premier League. Wraz z Mathare dwukrotnie zdobył Puchar Kenii w latach 1998 i 2000. W 2008 roku przeszedł do Bandari FC z Mombasy.

## Kariera reprezentacyjna
W reprezentacji Kenii Odede zadebiutował 17 sierpnia 2002 roku w zremisowanym 1:1 towarzyskim meczu z Jordanią. W 2004 roku został powołany do kadry na Puchar Narodów Afryki 2004. Tam był rezerwowym zawodnikiem i nie rozegrał żadnego spotkania. W latach 2002–2003 wystąpił w kadrze narodowej 16 razy.